# Ярменчук Ігор Анатолійович
Ігор Анатолійович Ярменчук (нар. 10 червня 1957, Чернівці) — радянський і український футбольний суддя, арбітр ФІФА.

## Біографія
За освітою лікар (закінчив у 1980 році Київський медичний інститут). Обіймав посаду заступника головного лікаря з поліклінічної роботи в одній з лікарень Національної академії наук України, був практикуючим отоларингологом і викладачем кафедри медичного інституту.
Суддівську кар'єру почав в зоні 6 Другої ліги СРСР, дебютувавши в 1988 році як суддя матчу клубів «Буковина» та «Нива». В СРСР відсудив не менше 10 матчів у Першій лізі, з 1992 по 2005 роки працював арбітром на матчах чемпіонату України, а в 1995 році відправлений на суддівський збір ФІФА. У 1998 році обслуговував фінал Кубка України. Працював до 2005 року, відсудивши не менш 323 матчі в статусі головного арбітра і 70 — як боковий.
Зокрема, Ярменчук судив офіційний матч 2-ї групи європейської зони відбору на чемпіонат світу 2002 року між збірними Андорри і Кіпру (2 вересня 2000, Андорра-ла-Велья). 3 березня 1998 року судив товариську гру збірних Росії і Франції (перемога Росії 1:0).
У 2004—2006 роках — Голова комітету арбітрів Федерації футболу Києва, з 2006 по 2013 роки був заступником голови. У 2007—2010 роках — технічний директор, пізніше виконавчий директор Професіональної футбольної ліги України. З 2013 року віце-президент Федерації футболу Києва. Є спостерігачем арбітражу на матчах УПЛ.